# Małgorzata Szlagowska

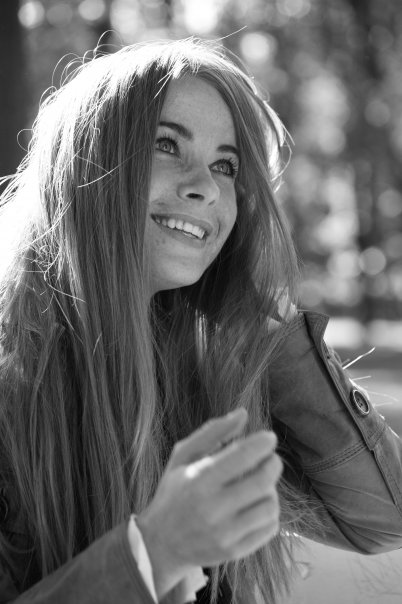
Małgorzata Szlagowska

Małgorzata Szlagowska (ur. 19 września 1974 w Kościerzynie) – polska działaczka kultury, poetka i propagatorka kinematografii polskiej i kinematografii rosyjskiej. Prezes Fundacji Wspieram, dyrektor firmy dystrybucyjnej 35mm, założycielka i dyrektor Festiwalu Filmów Rosyjskich Sputnik nad Polską oraz dyrektor Festiwalu Filmów Polskich Wisła w Moskwie oraz 31 miastach w Rosji, Serbii, Azerbejdżanie, Tadżykistanie, Uzbekistanie, Gruzji, Białorusi, Chorwacji, Kazachstanie, Kirgistanie, Czechach, Słowacji, Turcji. Współorganizowała w Polsce wiele koncertów, m.in. zespołu „Wrzeszczący Faceci”; występy baletu „Bieriozka”; Tańczących Derwiszy z muzeum Mevlany z Istambułu; Rosyjskich kozaków.

## Życiorys
Jest absolwentką Wydziału Ekonomicznego Politechniki Radomskiej, studiów typu MBA na Wyższej Szkole Zarządzania, Studiów doktoranckich na Wydziale Marketingu i Zarządzania Szkoły Głównej Handlowej oraz studium podyplomowego na SGH z zakresu marketingu i strategii marketingowych oraz kilkunastu kursów z zakresu PR oraz marketingu. Jeszcze w czasach licealnych podjęła współpracę z wieloma tytułami prasowymi takimi, jak „Echo Dnia”, „Gazeta Ostrowiecka”, „Wiadomości Świętokrzyskie”, „Życie Warszawy”. Była współzałożycielką młodzieżowego miesięcznika „Bomba”, a także ponad 7 lat współpracowała z lokalną Świętokrzyską Telewizją Kablową „Krzemionki”. Współpracowała z LTK „Dami”, w tym czasie powstało około 200 programów autorskich poświęconych przede wszystkim szeroko rozumianej tematyce kulturalnej, była też prezenterką LTVK „Krzemionki”, prowadziła przez trzy lata Wielką Orkiestrę Świątecznej Pomocy w regionie świętokrzyskim.
Przez ponad siedem lat była członkinią klubu literackiego Aspekt oraz uczestniczyła w zjazdach Związku Literatów Polskich w Kielcach i Warszawie. Tworzy szkice literackie, portrety oraz uprawia poezję w szerokim znaczeniu tego pojęcia, a także pisze opowiadania. Jej dorobek obejmuje publikacje w licznych pracach zbiorowych oraz tomiki poezji, m.in. Gniewny Chaos i Erotyki. Opublikowała również wiele artykułów literackich w kilkunastu czasopismach branżowych.
Była odpowiedzialna za wprowadzenie rosyjskiej kinematografii na polski rynek oraz polskiej kinematografii na wschodzie. Była odpowiedzialna za sprowadzenie do Polski filmów kina radzieckiego, a także nowych produkcji, wprowadzając na rynek polski rosyjskie filmy takie, jak „Ładunek 200”, „Wygnanie”, Wyspa, „Podróż ze zwierzętami domowymi”, „Pełen oddech” oraz klasykę kina radzieckiego wydaną na DVD. Od 2008 jest właścicielką firmy „35 mm”. W 2007 założyła fundację „Wsparcie” (od 2023 Nowa Przestrzeń), której jest prezesem.
5 czerwca 2012 w Ambasadzie Federacji Rosyjskiej w Polsce od ambasadora Aleksandra Aleksiejewa otrzymała Medal Puszkina, nadany przez prezydenta Federacji Rosyjskiej za zasługi w dziedzinie kultury.
Po wybuchu wojny na Ukrainie w 2022 roku była organizatorką polsko–ukraińskiego festiwalu filmowego „Jesteśmy z wami, wy jesteście z nami”, oraz dyrektorką festiwalu filmowego „Euroazja”